# クロマーティ伯爵
クロマーティ伯爵（英: Earl of Cromartie, [ˈkrɒmərti] ）は、イギリスの伯爵、貴族。連合王国貴族爵位。これまでに2度創設されており、前者はスコットランド貴族として、後者は連合王国貴族としての叙爵である。 いずれもマッケンジー家に対するもので、後者が現存する。 
1979年以降、伯爵家の歴代当主はマッケンジー氏族の氏族長を兼ねる。 
一族の邸宅は、ロスシャー州ディンゴール近郊のラウド城(Castle Leod)。

## 歴史

### 第1期

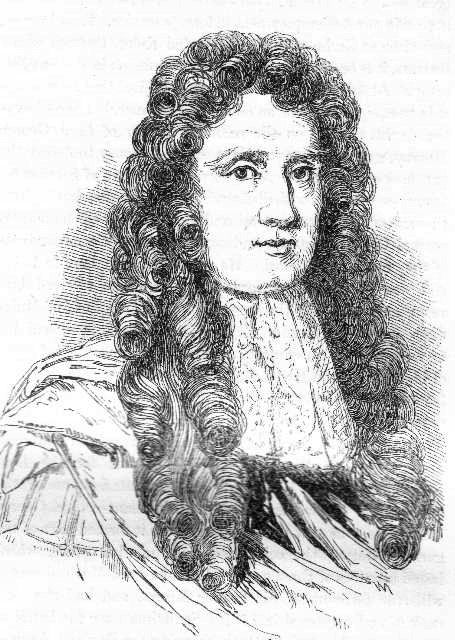
初代伯(第1期)ジョージ・マッケンジー

マッケンジー氏族は12世紀以降にはスコットランドのロスシャー地方を本拠地とした一族である。その一族のジョン・マッケンジー(?-1654)が1628年にノヴァスコシア準男爵位の(ロス州ターバットの)準男爵(Baronet, of Tarbat in the County of Ross)に叙されたことがクロマーティ伯爵家の嚆矢である。この準男爵位は彼の直系非直系を問わない男子への相続を認めるものであった。 
その息子である2代準男爵ジョージ(1630–1714)はスコットランド国務大臣を務めた政治家で、1685年にスコットランド貴族としてターバット子爵(Viscount of Tarbat)及びマクラウド・キャスルヘイヴン卿(Lord MacLeod and Castlehaven)に叙された。ついで1703年にはクロマーティ伯爵(Earl of Cromarty)に陛爵した。初代伯ののちは、その長男ジョン(1656–1731)が爵位を相続した。また、翌年には準男爵位を王冠に戻したうえで、次男ケネスに再授与(resign and create)がなされている。(→詳細はマッケンジー準男爵を参照。) 
しかし、3代伯ジョージ(1703-1766)は1745年ジャコバイト蜂起に参加したため、大逆罪による死刑を宣告された。ただし、彼は1748年に領地と一切の地位にかかる自己の権利を放棄する代わりに、恩赦を受けてその死一等を減ぜられている。一方で、父祖の得たすべての爵位は剥奪された。 
マッケンジー一族の所領は3代伯ジョージの甥にあたるケネスが相続したのち、彼の死後は3代伯の娘イザベラに継承された。イザベラののちは、彼女の娘マリア、その子ジョン、さらにその一人娘アンへと相続された。   

### 第2期
第3代クロマーティ伯爵の玄孫にあたるアン・ヘイ＝マッケンジー(1828-1892)は1849年に第3代サザーランド公爵(1828-1892)と結婚して、3男2女を儲けた。 

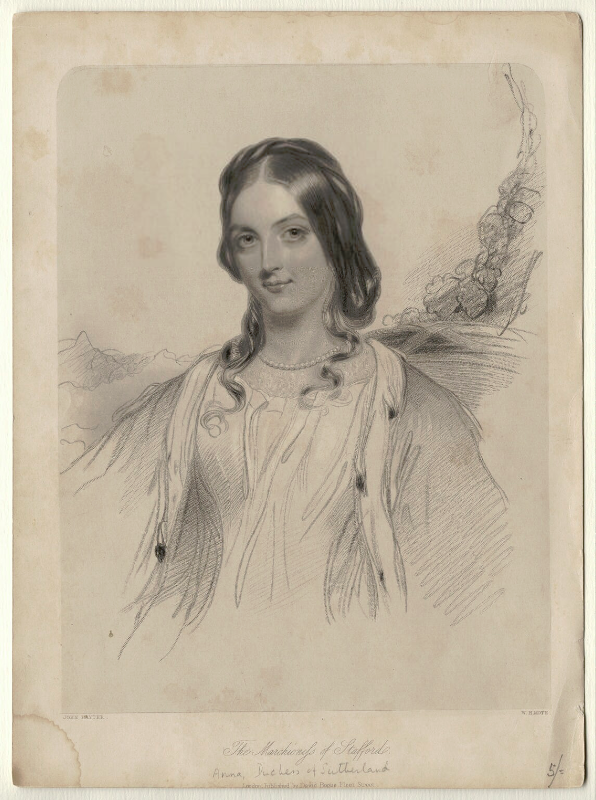
初代女伯爵アン

彼女は自身の権利として、1861年に連合王国貴族爵位のクロマーティ女伯爵(Countess of Cromartie)、クロマーティ州ターバットのターバット女子爵(Viscountess Tarbat, of Tarbat in the County of Cromartie)、クロマーティ州キャスルヘイヴンのキャスルヘイヴン女男爵(Baroness Castlehaven, of Castlehaven in the County of Cromartie)及びクロマーティ州におけるラウド城のマクラウド女男爵(Baroness MacLeod, of Castle Leod in the County of Cromartie)に叙せられた。  
彼女の叙爵時には既に長男ジョージ(1850-1858)は夭折していたほか、次男クロマーティ(1851-1913)は夫のサザーランド公爵位の法定推定相続人であった。そのため、上記4爵位には三男フランシス(1858-1893)とその両系男子に加えて、長女(及びその子孫)への残余権を認めた特別規定が備わっていた。初代女伯アンが死去すると、特別継承規定に基づいて三男フランシスがその後を襲った。 
しかし、2代伯フランシス(1852–1893)は爵位を継承したのもつかの間、襲爵翌年の1893年に死去した。彼には2人の娘しかいなかったため姉妹間の優劣がつかず、クロマーティ伯爵位以下すべての爵位は停止状態となった。 
その後の1895年に、姉のシーベル(1878–1962)が第3代女伯爵に認められたため、停止解除となった。官報『ロンドン・ガゼット』によれば、この際に伯爵位の継承条件は「3代女伯爵シーベルの両系男子」に変更・限定化されたとする。
その彼女の長男にあたる4代伯ロデリック(1904-1989)は1979年にマッケンジー氏族の氏族長に認められている。 
その息子の5代伯ジョン(1948-)がクロマーティ伯爵家現当主である。 
なお、クロマーティ伯爵家は女系継承を認めるサザーランド伯爵位(1230年頃創設のスコットランド貴族爵位)の潜在的な継承権者である一方、男系相続のみを条件とするサザーランド公爵位(1833年創設の連合王国貴族爵位)に関しては、相続権を保持していない。

## 現当主の保有爵位
現当主である第5代クロマーティ伯爵ジョン・ローリー・グラント・マッケンジーは、以下の爵位を有する。
- 第5代クロマーティ伯爵(5th Earl of Cromartie)
(1861年10月21日の勅許状による連合王国貴族爵位)
- 第5代クロマーティ州ターバットのターバット子爵(5th Viscount Tarbat, of Tarbat in the County of Cromarty)
(1861年10月21日の勅許状による連合王国貴族爵位)
- 第5代クロマーティ州キャスルヘイヴンのキャスルヘイヴン男爵(5th Baron Castlehaven, of Castlehaven in the County of Cromarty)
(1861年10月21日の勅許状による連合王国貴族爵位)
- 第5代クロマーティ州におけるラウド城のマクラウド男爵(5th Baron MacLeod, of Castle Leod in the County of Cromarty)
(1861年10月21日の勅許状による連合王国貴族爵位)

## 一覧

### (ターバットの)準男爵（1628年）
- 初代準男爵サー・ジョン・マッケンジー（?-1654）
- 第2代準男爵サー・ジョージ・マッケンジー（英語版）  （1630-1714）（1703年にクロマーティ伯爵位創設）

### クロマーティ伯爵（第1期;1703年）
- 初代クロマーティ伯爵ジョージ・マッケンジー（英語版） （1630–1714）
- 第2代クロマーティ伯爵ジョン・マッケンジー（1656 – 1731）
- 第3代クロマーティ伯爵ジョージ・マッケンジー（英語版） （1703-1766）（1746年に爵位剥奪）

### クロマーティ伯爵（第2期;1861年）
- 初代クロマーティ女伯爵（サザーランド公爵夫人）アン・サザーランド=ルーソン=ゴア（英語版） （1828–1892）
- 第2代クロマーティ伯爵フランシス・マッケンジー（英語版） （1852–1893）（1893年に爵位停止）
- 第3代クロマーティ女伯爵シーベル・リリアン・ブラント=マッケンジー （1878–1962）（1895年に停止解除）
- 第4代クロマーティ伯爵ロデリック・グラント・フランシス・マッケンジー（英語版） （1904–1989）
- 第5代クロマーティ伯爵ジョン・ローリー・グラント・マッケンジー（英語版） （1948-）

法定推定相続人は、現当主の息子であるターバット子爵(儀礼称号)コリン・ローリー・マッケンジー（1987-）。

### 註釈
1. ↑  4つの紋章は左からマクラウド家、マッケンジー家、アソル公爵マレー家、アースキン家のもの。2代伯(第1期)はマクラウド家の財産を引き継いだこと、3代伯(第1期)の母がアソル公爵家出身であったこと、初代伯(第1期)の母が旧家アースキン家の子女であったことにそれぞれ由来している。
2. ↑  1895年にロンドン・ガゼットによれば、「3代女伯の両系男子」に限定されている。
3. ↑  彼の叔父ケネス・マッケンジー(?-1610)は1609年にマッケンジー卿に叙されており、その息子コリン(?-1633)はシーフォース伯爵に昇叙している。これはクロマーティ伯爵家創設よりも早く、一族初の叙爵例であった。
4. ↑  姉妹間の優劣がつかず停止となるケースはイングランド貴族爵位の男爵などでは散見されるが、子爵以上の爵位では稀である。類似例にはイングランド貴族爵位のアーリントン伯爵の事例が挙げられる。